# 381-й гвардейский артиллерийский полк
381-й гвардейский артиллерийский Варшавский Краснознамённый, орденов Суворова и Кутузова полк (381 ап, в/ч 24390) — тактическое формирование Сухопутных войск Российской Федерации. Полк находится в составе 150-й мотострелковой дивизии.
Дислоцируется возле хутора Кузьминка в Ростовской области.

## История
Первоначально формирование именовалось как противотанковый артиллерийский полк (птап) 5-й истребительной бригады. Затем он был преобразован 20 июня 1943 года в гвардейский истребительно-противотанковый артиллерийский полк (гв. иптап) 1-й гвардейской истребительной бригады (1 гв. ибр). Затем гв. иптап 1-й гв. ибр преобразован в 283-й гвардейский истребительно-противотанковый артиллерийский полк (283 гв. иптап).
После войны был переформирован в 283-й гвардейский самоходный артиллерийский полк и вошёл в состав 35-й мотострелковой дивизии. Дислоцировался полк к моменту вывода из ГДР в Олимпишесдорф (Olympisches Dorf) в г. Берлин (ГДР). Вооружение и военная техника состояли из 54 2С3, 18 Град, 5 ПРП-3, 3 1В18, 1 1В19, 2 Р-145БМ, Р-156БТР.
1 декабря 2017 года полк был возрождён в составе 150-й мотострелковой дивизии.
19 декабря 2017 года полку торжественно вручено боевое знамя в присутствии заместителя командующего Южного военного округа генерал-лейтенанта Андрея Гурулева. Началась церемония с символического крепления полотнища Боевого знамени к древку. Этот возрожденный старинный обычай олицетворяет связь всех военнослужащих воинской части от командира до солдата. В креплении полотнища участвовали по одному военнослужащему каждого воинского звания, при этом каждый из них забил в древко по одному знаменному гвоздю. После торжественного крепления полотнища командир полка передал Боевое знамя знаменщику. Знаменщик продемонстрировал всем присутствующим обе стороны полотнища. Также Боевое знамя было освящено православным священнослужителем.

## Галерея
- Учение 381-го гвардейского артиллерийского полка в Ростовской области 15 ноября 2018 года.